# Гизингская обсерватория
Гизингская обсерватория — астрономическая обсерватория, основанная в 1994 году в районе Гизинг города Мюнхен, Германия.

## Направления исследований
- Наблюдения астероидов и комет.

## Основные достижения
- 165 астрометрических измерений опубликовано с 1994 по 2001 года[1].